# Roca Olsen
La Roca Olsen (en inglés: Olsen Rock) (54°4′S 38°0′O / -54.067, -38.000) es una roca ubicada a 0,9 kilómetros al sureste de cabo Paryadin, el extremo oeste de Georgia del Sur. Trazado por el personal de Investigaciones Discovery entre 1926 y 1927. Encuestados por el South Georgia Survey en el período 1951-1957, y nombrado por el Comité Antártico de Lugares Geográficos del Reino Unido (UK-APC) por Soren Olsen, artillero de una compañía ballenera en puerto Leith durante varios períodos.